# Nanopsis pulvis
Cerithiopsis pulvis là một loài ốc biển, động vật chân bụng trong họ Cerithiopsidae, được tìm thấy ở các vùng nước thuộc châu Âu, bao gồm Địa Trung Hải. Nó được Issel mô tả năm 1869.